# Új Flamand Szövetség
Az Új Flamand Szövetség (hollandul: Nieuw-Vlaamse Alliantie, rövidítve: N-VA) párt a belgiumi flamand közösség egyik politikai pártja. A 2001-ben alapított párt konzervatív, flamand nacionalista politikai elveket vall és támogatja a belga szövetségi állam felbomlását, Flandria önállóságát.
A párt olyan törvénytervezeteket terjesztett elő, amelyek a holland nyelvű Flandria minden lakosa számára a holland nyelv használatát tennék kötelezővé a helyi és regionális önkormányzatokkal való kapcsolattartás során. (Jelenleg Flandria egyes településein a francia is elfogadott nyelv és az angol nyelvű ügyintézés is számos helyen lehetséges a gyakorlatban).
Az N-VA jelenleg a flamand kormánykoalíció tagja a CD&V és SP.A pártokkal együtt. Országos szinten 2008-ig pártszövetségben működött a CD&V-vel és a belga szövetségi kormánykoalíció része volt. 2008-ban felmondta a szövetséget és egyedül indult a 2009-es flamand regionális választásokon, ahol 16 képviselői helyet szerzett. A jelenlegi flamand kormány 9 minisztere közül az N-VA kettőt delegált.
A 2010-es belga országos választásokon a párt nagy győzelmet aratott, Flandriában a szavazatok 27,8%-át szerezték meg és ezzel 27 helyet szervezett a szövetségi parlamentben. A párt így Flandria és Belgium legnagyobb politikai pártjává vált és feltehetően Bart De Wever vezetésével alakíthat kormányt. A párt programja alapján Programma 2010. [2010. szeptember 14-i dátummal az eredetiből archiválva]. (Hozzáférés: 2010. június 14.) elsősorban a menekültügyi és bevándorlási kérdésekkel, munkahelyteremtéssel és a belga munkások védelmével, szociális kérdésekkel és a közbiztonsággal akar foglalkozni.

## A párt története
2001-ben a flamand Volksunie párt két részre bomlott fel a baloldali vezetés és a jobboldali tagság közötti konfliktus következményeként: a Volksunie korábbi elnöke, Geert Bourgeois a párttagság 47%-ának támogatásával megalapította az N-VA-t, míg a szociálliberális Bert Anciaux a Spirit pártot hozta létre. A "Volksunie" nevet egyik utódpárt sem használhatta, mivel nem kapták meg a tagság 50%-ának támogatását.
Megalakulása után az N-VA választási szövetséget kötött a flamand CD&V párttal és így szerepelt a 2004-es és 2007-es választásokon. A választási szövetség eredményeként az N-VA mind a flamand, mind a belga szövetségi kormányban szerepet kapott.
A szövetséget 2008. szeptember 24-én bontották fel, ezt követően az N-VA önállóan indult a flamand és az országos választásokon.

## A párt ideológiája
Az N-VA, bár relatíve fiatal párt, a flamand nacionalista mozgalom egyik képviselőjének, a Volksunie-nak az utódpártja és ennek megfelelő értékeket képvisel. A párt legfőbb célja, hogy a flamand nacionalizmus a kornak megfelelő tartalommal töltse meg és minden törvényes eszközzel Flandria érdekeit képviselje, illetve a régió önállóságát támogassa.
Az N-VA egyik legfontosabb politikai célja Belgium felosztása és az önálló Flandria kikiáltása. A párt programja szerint az önálló Flandria az EU egyik tagállama lenne, és az európai integráció részeként ugyanazokat az előnyöket élvezné (belső piac, valutaunió, közös politikák, nemzetközi együttműködés), mint Belgium, viszont sokkal hatásosabban tudna fellépni azokkal a problémákkal szemben, amelyeket a belga szövetségi állam nem tud kezelni: a nyelvi és kulturális problémák, integráció, bevándorlás, bűnözés, munkahelyteremtés, szociális ellátás stb.

## Tagsága
Az N-VA támogatói a flamand régió lakosságból kerülnek ki (a vallon régióban nem lehet holland nyelvű pártokra szavazni), ahol a szélsőjobboldali flamand nacionalista Vlaams Belang párt "szalonképes" alternatíváját kínálják. A párt elsősorban pragmatikus, racionális érveléssel próbálja elérni a flamand függetlenséget és kerülik az idegenellenes, szélsőjobboldali demagógiát.

## Választási eredményei

### Képviselőház
| Választás | Szavazatok | %    | Mandátumok | +/-     | Státusz  |
| --------- | ---------- | ---- | ---------- | ------- | -------- |
| 2003      | 201,399    | 3.1  | 1 / 150    | új párt | ellenzék |
| 2007      | 1,234,950  | 18.5 | 5 / 150    | 4       | ellenzék |
| 2010      | 1,135,617  | 17.4 | 27 / 150   | 22      | ellenzék |
| 2014      | 1,366,073  | 20.3 | 33 / 150   | 6       | ellenzék |
| 2019      | 1,086,787  | 16.0 | 25 / 150   | 8       | ellenzék |

#### 2003-as belga parlamenti választások
Megalakulása után az első választási megmérettetésen az N-VA a szavazatok 3,06%-át kapta országos szinten és összesen 1 képviselői hely jutott neki a szövetségi parlament alsóházában. 2004. februárban választási szövetséget kötöttek a szintén flamand Kereszténydemokrata és Flamand (CD&V) párttal. A 2004-es regionális választásokon a szövetség a szavazatok 26,09%-át kapta, míg az európai parlamenti választásokon 28,15%-os eredményt értek el. Az N-VA ekkor hat képviselői helyet kapott a flamand parlamentben.

#### 2007-es belga parlamenti választások
A 2007. június 10-én tartott választásokon az N-VA és a CD&V közösen indultak, és országos szinten a szavazatok 18,51%-át szerezték meg. A két párt összesen 30 képviselői helyet szerzett meg a 150 fős alsóházban és 9 helyet a 40 fős szenátusban (felsőház).

#### 2009-es belga regionális és európai parlamenti választások
A 2009. június 11-én megtartott választásokon az N-VA ismét önállóan indult és a szavazatok 13,06%-át szerezte meg. A váratlanul erős szereplés révén a CD&V-vel szövetségben ismét bekerült a flamand régió vezetésébe: Geert Bourgeois és Philippe Muyters a regionális kormány miniszterei lettek, míg Jan Peumans a flamand parlament elnöke lett.

#### 2010-es belga parlamenti választások
A 2010-es belga országos választásokon a párt nagy győzelmet aratott, Flandriában a szavazatok 27,8%-át (országos szinten 17,40%-át) szerezték meg és ezzel 27 helyet kapott a szövetségi parlamentben. A párt így Flandria és Belgium legnagyobb politikai pártjává vált és feltehetően Bart De Wever vezetésével alakíthat kormányt II. Albert belga király hivatalos felkérése után.

### Szenátus
| Választás | Szavazatok | %    | Mandátumok | +/-     |
| --------- | ---------- | ---- | ---------- | ------- |
| 2003      | 200,273    | 3.1  | 0 / 71     | új párt |
| 2007      | 1,287,389  | 19.4 | 2 / 71     | 2       |
| 2010      | 1,268,894  | 19.6 | 14 / 71    | 12      |
| 2014      |            |      | 12 / 60    | 2       |
| 2019      |            |      | 9 / 60     | 3       |

### Európai Parlament
| Választás | Szavazatok | %    | Mandátumok | +/-     |
| --------- | ---------- | ---- | ---------- | ------- |
| 2004      | 1,131,119  | 17.4 | 1 / 24     | új párt |
| 2009      | 402,545    | 6.1  | 1 / 22     | 1       |
| 2014      | 1,123,363  | 16.8 | 4 / 21     | 3       |
| 2019      | 1,123,355  | 14.2 | 3 / 21     | 1       |

### Flamand Parlament
| Választás | Szavazatok | %         | Mandátumok | +/-     | Státusz  |
| --------- | ---------- | --------- | ---------- | ------- | -------- |
| 2004      | 1,060,580  | 26.1 (1.) | 6 / 124    | új párt | Koalíció |
| 2009      | 537,040    | 13.1 (#5) | 16 / 124   | 10      | Koalíció |
| 2014      | 1,339,946  | 31.9 (1.) | 43 / 124   | 27      | Koalíció |
| 2019      | 1,052,252  | 24.8 (1.) | 35 / 124   | 8       | Koalíció |

## Fordítás
- Ez a szócikk részben vagy egészben  a   Nieuw-Vlaamse Alliantie című angol Wikipédia-szócikk fordításán alapul.  Az eredeti cikk szerkesztőit annak laptörténete sorolja fel. Ez a jelzés csupán a megfogalmazás eredetét és a szerzői jogokat jelzi, nem szolgál a cikkben szereplő információk forrásmegjelöléseként.

## Külső hivatkozások
- A párt hivatalos weboldala